# Analytische Ethnologie
Die analytische Ethnologie bezeichnet eine wissenschaftstheoretische Lehrmeinung der Ethnologie (Völkerkunde) und grenzt sich ab gegen die interpretative Ethnologie. Eine der Grundannahmen ist, dass es kausal erklärbare Regelmäßigkeiten im menschlichen Verhalten gibt. Um diese zu entdecken, werden auf den Forschungsgegenstand standardisierte, strukturierte und wenn möglich quantifizierbare Methoden angewandt. Sorgfalt, Kontrolle und Genauigkeit während der Anwendung dieser Methoden ermöglicht es, die Ergebnisse in Hypothesen einzubringen, welche eine objektiv gegebene Realität beschreiben.